# Phormictopus cautus
Phormictopus cautus là một loài nhện trong họ Theraphosidae.
Loài này thuộc chi Phormictopus. Phormictopus cautus được miêu tả năm 1875 bởi Ausserer.